# Xinglong, Dafang
Xinglong (kinesiska: 兴隆) är en etnisk minoritetssocken för miaofolket i sydvästra Kina. Den ligger i Dafang härad i staden Bijie i provinsen Guizhou, omkring 130 kilometer nordväst om provinshuvudstaden Guiyang.